# Giovanni Artusi
Giovanni Maria Artusi (c. 1540 - 18 de agosto de 1613) fue un teórico musical, compositor y escritor italiano.
Artusi condenó ferozmente las nuevas innovaciones musicales que definieron el estilo Barroco temprano que se desarrolló alrededor de 1600 en su tratado L'Artusi, overo Delle imperfettioni della moderna musica (El Artusi o imperfecciones de la música moderna). También fue un erudito y clérigo en la Congregación San Salvatore en Bolonia y permaneció durante toda su vida dedicado a su maestro Gioseffo Zarlino, el principal teórico de la música de finales del siglo XVI. Cuando Vincenzo Galilei atacó por primera vez a Zarlino en el Dialogo de 1581, provocó que Artusi defendiera a su maestro y el estilo que representaba.
En 1600 y 1603, Artusi atacó las «crueldades» y la «licencia» mostradas en las obras de un compositor que inicialmente se negó a nombrar (era Claudio Monteverdi). Monteverdi respondió en la introducción de su quinto libro de madrigales (1605) con su discusión sobre la división de la práctica musical en dos corrientes: lo que él llamó prima pratica y seconda pratica: prima pratica es el ideal polifónico anterior del siglo XVI, con contrapunto fluido, disonancia preparada e igualdad de voces; y seconda pratica era el nuevo estilo de monodia y recitativo acompañado, que enfatizaba las voces de soprano y bajo, y además mostraba los comienzos de la tonalidad funcional consciente.
La mayor contribución de Artusi a la literatura de la teoría musical fue su libro sobre la disonancia en el contrapunto. Reconoció que podría haber más disonancia que consonancia en un contrapunto desarrollado e intentó enumerar las razones y usos de las disonancias, por ejemplo, como escenarios de palabras que expresan tristeza, dolor, anhelo, terror. Irónicamente, el uso de Monteverdi en la secondda pratica coincidió en gran medida con su libro, al menos conceptualmente. Las diferencias entre la música de Monteverdi y la teoría de Artusi estaban en la importancia de las diferentes voces y los intervalos exactos utilizados en la configuración de la línea melódica.
Las composiciones de Artusi fueron pocas y en un estilo conservador: un libro de canzonette para cuatro voces (publicado en Venecia en 1598) y un Cantate Domino para ocho voces (1599).
En 1993, Suzanne Cusick presentó un análisis feminista de la controversia de Artusi en el que afirmó que el ataque de Artusi a Monteverdi representaba «un intento de desacreditar la música moderna como antinatural, femenina y feminizante tanto para sus practicantes como para sus oyentes». Las respuestas de los hermanos Monteverdi, afirma, «pueden entenderse como una defensa de la masculinidad del compositor que reconoce y reafirma la feminidad de la música misma». Otros académicos, como Ilias Chrissochoidis y Charles S. Brauner, han desafiado el análisis de Cusick como selectivo e incompleto: «[A] nadie puede proyectar cualquier cosa al pasado con el fin de legitimar el propio conjunto de valores o incluso las fijaciones».